# Iselin Seamount
Koordinaten: 70° 45′ S, 178° 15′ W
Der Iselin Seamount ist ein Tiefseeberg im Rossmeer nordöstlich des Viktorialands in Antarktika. 
Namensgeber der vom Advisory Committee on Undersea Features im Februar 1964 anerkannten Benennung ist das Forschungsschiff Iselin II der Woods Hole Oceanographic Institution. Untersuchungen aus dem Jahr 2004 legen jedoch nahe, dass dieser Tiefseeberg nicht existiert.